# Троицкое поле
Троицкое поле — исторический топоним в Петербурге. До 1917 года относился к Александровскому пригородному участку, позже вошёл в состав Обуховского, а затем Невского района. В настоящее время этой территории примерно соответствует муниципальный округ «Обуховский».

## История

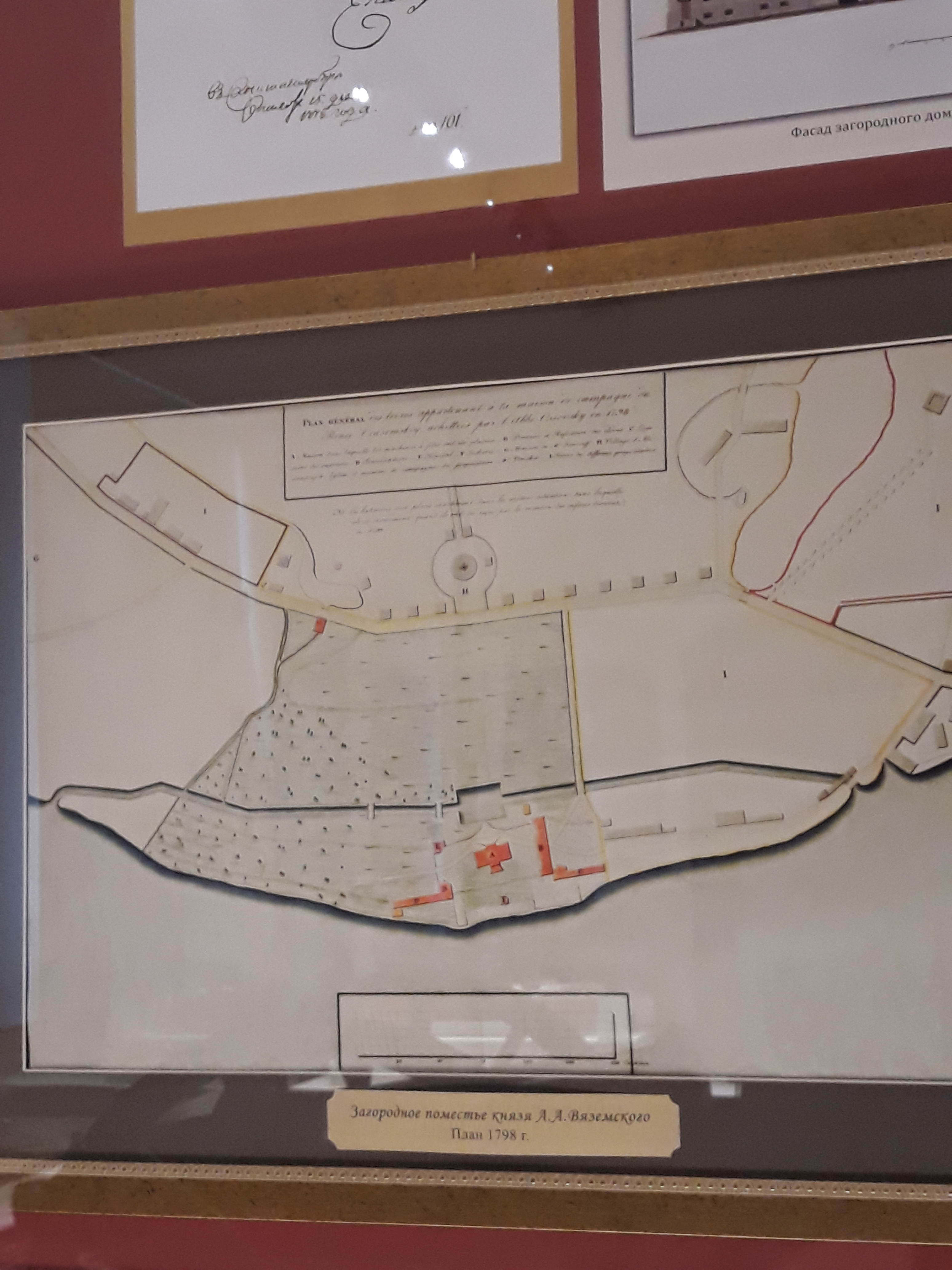
Экспонат музея Обуховского завода. План загородного поместья кн. Вяземского. 1798 года.

Вплоть до 1840-х годов Троицкое поле было обширным пустырём между селом Александровским и деревней Мурзинкой. После прокладки Петербурго-Московской железной дороги и постройки Обуховского завода во 2-й половине XIX века Троицкое поле стало постепенно застраиваться деревянными бараками и домами для рабочих завода.
В 1913—1916 гг. архитекторы Ф. Ф. Лумберг и К. И. Ниман выстроили здесь четырёхэтажное здание технической школы при Обуховском заводе (современный адрес: проспект Обуховской Обороны, 257) — яркий образец «кирпичного модерна» в архитектуре предреволюционного Петрограда.
В составе города Троицкое Поле вошло только в 1917 году. В 1925—1926 гг. и в 1929—1932 гг. по проекту Григория Симонова и Тамары Каценеленбоген на месте бараков возвели жилмассив завода "Большевик" из 14 домов по 1-му и 2-му Рабфаковским переулку и улице Бабушкина. Позже здесь по типовому проекту Н. А. Троцкого была построена школа, ныне не существующая (1-й Рабфаковский пер., 3). В глубине квартала (2-й Рабфаковский пер., 1) есть одинокий дом конструктивистского периода, южный фасад которого имеет огромные полукруглые балконы, достаточно необычные по своему решению.
Сейчас Троицкое поле занимает большой жилищный массив. Между бывшим Трамвайным переулком (сейчас вошёл в состав улицы Грибакиных) и проспектом Памяти Обуховской Обороны в 1932 году были построены пятиэтажные дома. В восприятии жителей с полем ассоциируется конечная станция автобусов, носящая название «Троицкое поле».

## Происхождение названия

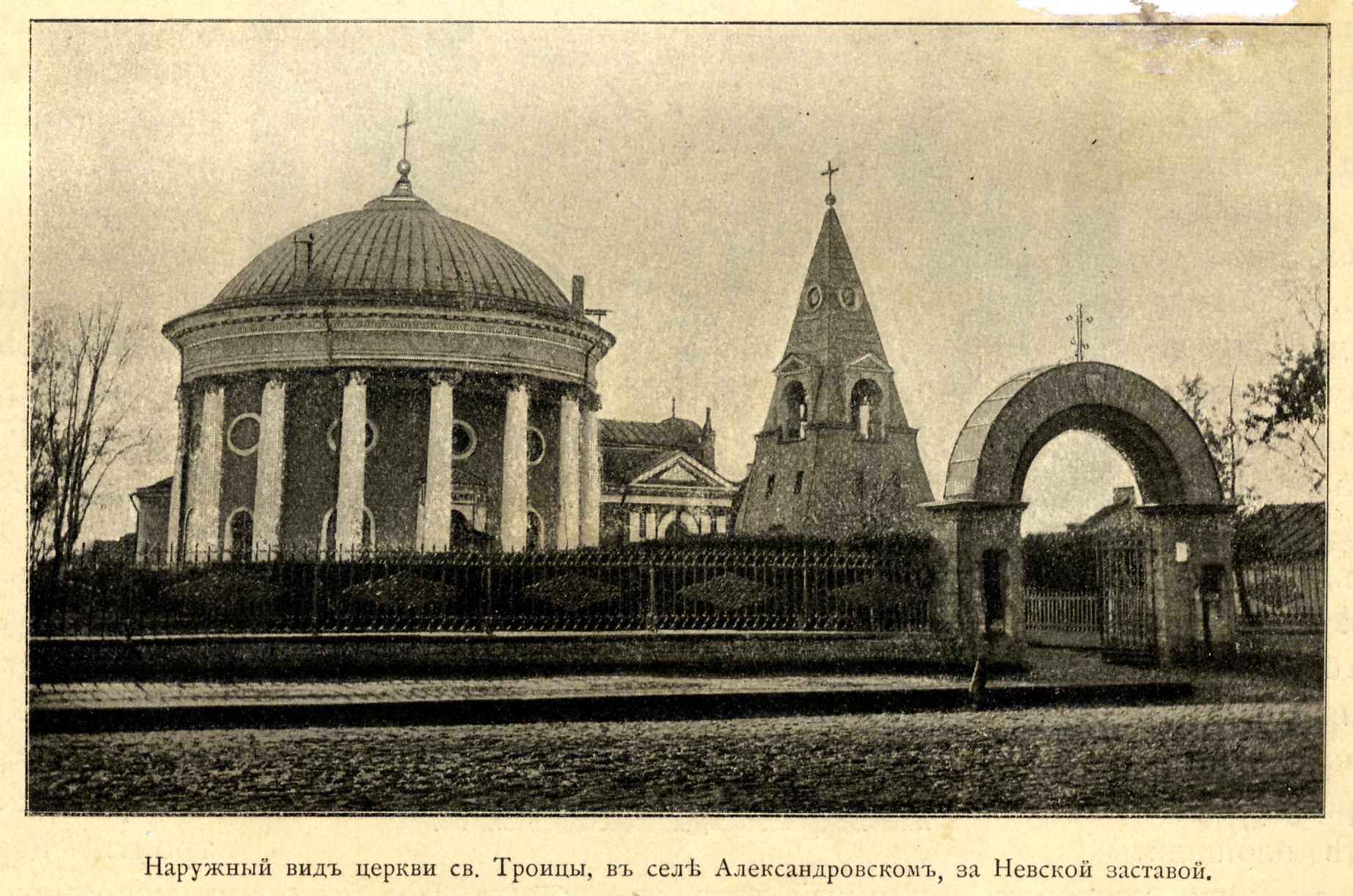
Фото 1900-х годов

Название «Троицкое поле» ведется от Троицкой церкви — своеобразного памятника русского зодчества XVIII века. Эта церковь была построена здесь в 1785 году по проекту архитектора Николая Александровича Львова в загородной усадьбе екатерининского вельможи Вяземского. Троицкая церковь известна также под другим названием — «Кулич и пасха». Это объясняется необычным внешним видом здания — круглая церковь с одним куполом по форме похожа на кулич, а пирамидальная колокольня — на пасху.